# Tufts University
Tufts University – amerykańska uczelnia wyższa z siedzibą w Medford w stanie Massachusetts. 
Uczelnia powstała w 1852 roku i do 1954 działała jako Tufts College. Nazwana została na cześć pochodzącego z Medford biznesmena Charlesa Tuftsa, który przekazał tereny o powierzchni 20 akrów i 20 tysięcy dolarów na utworzenie uniwersytetu. Barwy uczelni, przyjęte w 1876 roku, to kolor niebieski i brązowy. 
Placówka składa się z 10 wydziałów. Jesienią 2015 liczba studentów wynosiła 10 659. W 2017 w rankingu uniwersytetów w USA uczelnia uplasowała się na 27. pozycji. Drużyny sportowe Tufts University noszą nazwę Tufts Jamobos i występują w NCAA Division III.